# Autbòi

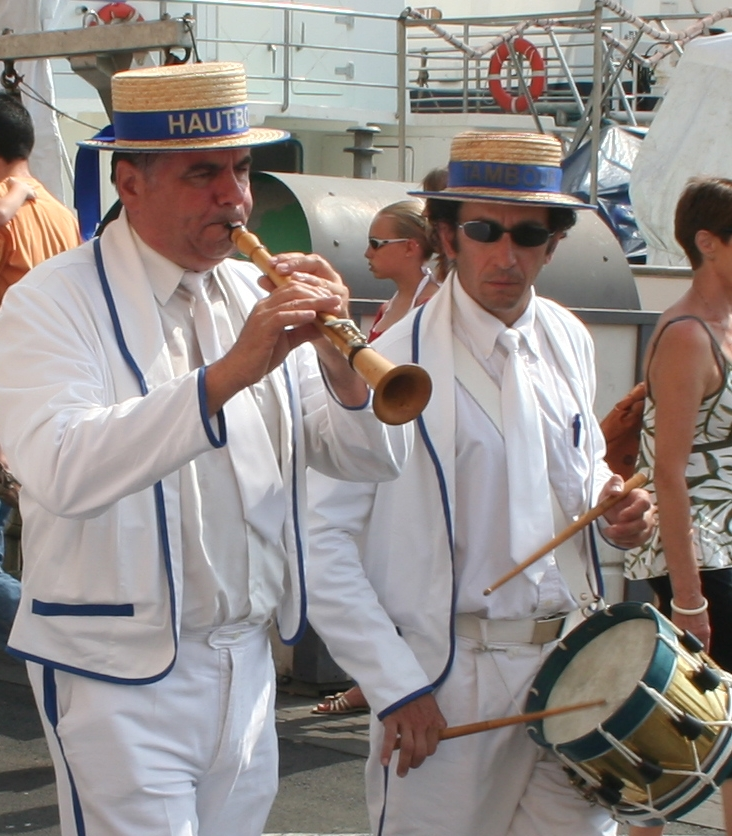
Musiker mit traditioneller Oboe beim Schifferstechen (joute nautique) in Sète

Autbòi (sprich auˈbɔi) ist das okzitanische Wort für Oboe. Es bezeichnet die im Bas-Languedoc und in den Cevennen verbreitete traditionelle Schalmei, die häufig auch Hautbois Languedocien („Oboe des Languedoc“) genannt wird.

## Beschreibung
Das Schallrohr ist etwa 44–49 cm lang und besteht aus drei Teilen, die jeweils an den Enden durch Knochen-, Elfenbein- oder Metallringe verstärkt sind. Das erste Teilstück ist am oberen Ende eiförmig verdickt, das zweite hat am unteren Ende zwei vorstehende umlaufende Stege. Der Schalltrichter hat eine weite Öffnung.
Der Autbòi hat ein relativ großes trapezförmiges Doppelrohrblatt, eine weite konische Bohrung, auf der Vorderseite sechs Grifflöcher und kein Daumenloch. Unterhalb der Grifflöcher befindet sich ein Stimmloch. Der Schalltrichter kann bis zu zwei Schalllöcher haben. In der älteren Form hatte das Instrument keine Klappen. Der Grundton ist in der Regel C oder D.

## Geschichte und Verbreitung
Der Autbòi hat Elemente der Barockschalmei bewahrt, aus denen sich im zweiten Drittel des 17. Jahrhunderts die Oboe entwickelt hat. Die ältesten erhaltenen Instrumente stammen aus dem 19. Jahrhundert. In der ersten Hälfte des 20. Jahrhunderts wurden die Instrumente modernisiert, das heißt, die bis dahin gedrechselten Ringe bzw. Hornringe wurden durch flachere Metallringe ersetzt. Das Stimmloch wurde mit einer Klappe versehen und ergab den Leitton unter dem Grundton. Für den Schalltrichter wurde die steilere Klarinettenform gewählt, als Rohrblatt konnten Fagottblätter verwendet werden.
In der zweiten Hälfte des 19. und in der ersten Hälfte des 20. Jahrhunderts gab es drei Gruppen von Autbòi-Spielern: Erstens halbprofessionelle Musiker, meist städtische Handwerker, die mit einem Trommler (tamborin oder tamborinet genannt) alle festlichen Anlässen begleiteten. Zweitens Bauern, die ohne Begleitung bei Dorffesten spielten. Und schließlich Hirten, die zum Zeitvertreib oder zur Unterhaltung spielten, oft auf selbstgefertigten Instrumenten, und die den Autbòi auch in Bergregionen verbreiteten.
Mitte des 20. Jahrhunderts war der Gebrauch des Instruments praktisch ausgestorben. Nur beim jährlichen Schifferstechen (Joute nautiques) in Sète blieb es in Gebrauch. Seit den 1970er Jahren gibt es eine intensive Wiederbelebung (Folklore, Karneval, Umzüge) und das Instrument wie seine Musik spielen heute eine wichtige Rolle für die Wahrnehmung regionaler Identität.

## Verwandte Instrumente

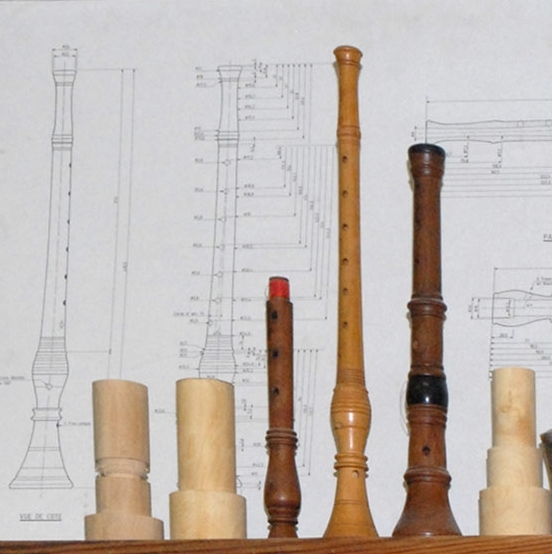
Hautbois de Valhourles (helles hohes Instrument in der Mitte), links: Oberteil eines Hautbois du Cousarans (oberes Ende nach unten), rechts: Die zugehörigen Unterteile

Der Aboès (Hautbois du Couserans) ist dem Aubòi sehr ähnlich. Die Anordnung der umlaufenden gedrechselten Holzringe ist unterschiedlich und die oberen Enden der drei Instrumentenstücke sind mit Verstärkungen aus Horn abgesetzt. Dieses Instrument war Mitte des 20. Jahrhunderts ausgestorben und wurde vom  Centre Occitan des Musiques et Danses Traditionnelles (COMDT) in Toulouse wieder belebt.
Weitere okzitanische Schalmeien sind der Graile (Hautbois des monts de Lacaune) und der Clarin (Pyrenäen).
Verwandte Instrumente in anderen Gegenden sind Bombarde, Tarota, Tenora, Piffero, Ciaramella, Sopila, Zurna und andere.